# Malmö S:t Petri församling
Malmö S:t Petri församling är en församling i Malmö kontrakt i Lunds stift. Församlingen ligger i Malmö kommun i Skåne län och ingår i Malmö pastorat.

## Administrativ historik
Församlingen har medeltida ursprung. Namnet var före 12 mars 1948 Sankt Petri församling. På 1300-talet införlivades Malmö Övra församling. 1683 utbröts Malmö tyska församling (Malmö Karoli) som införlivades 1949. 1 oktober 1906 utbröts (Malmö) Sankt Johannes församling och 1949 utbröts Slottsstadens församling.
Församlingen utgjorde till 1 maj 1832 ett eget pastorat för att därefter till 1 maj 1862 vara moderförsamling i pastoratet Sankt Petri, Bunkeflo och Hyllie. Från 1 maj 1862 till 2014 utgjorde församlingen ett eget pastorat. Församlingen införlivade 2014 Slottsstadens församling, en del av Kirsebergs församling och en del av Malmö S:t Johannes församling samtidigt som en del av Malmö S:t Petri församling överfördes till Malmö S:t Johannes församling. Samtidigt ändrades församlingskoden från 128001 till 128002 (tidigare använt av Slottsstadens församling) och från 2014 ingår församlingen i Malmö pastorat.

## Series pastorum
Lista över kyrkoherdar i Sankt Petri församling.
| Ämbetstid | Namn                    | Levnadstid |
| --------- | ----------------------- | ---------- |
|           | Johan Dringelberg       |            |
| Före 1519 | Otto Niklassen          |            |
|           | Knut Markusen           |            |
|           | Knut Andersen           |            |
| 1528–1529 | Henrik Hansen           |            |
| 1529–1540 | Claus Mortensen         |            |
| 1541–1555 | Anders Jensen Ljung     |            |
| 1555–1563 | Hans Siundensen         |            |
| 1563–     | Olof Biörnsen           |            |
| 1569–1583 | Isak Pedersen Sommer    |            |
| 1583–1610 | Hans Christensen Sthen  |            |
| 1610–1625 | Hans Hansen Raffn       |            |
| 1626–1649 | Jörgen Madsen Braad     |            |
| 1649–1677 | Nils Sörensen           |            |
| 1677–1696 | Nils Hambreaeus         |            |
| 1696–1728 | Johannes Hofwerberg     |            |
| 1729–1735 | Samuel Fredrik Corvin   |            |
| 1739–1740 | Jöns Rönbeck            | 1685–1740  |
| 1742–1743 | Lorents Muhrbeck        |            |
| 1744–1763 | Casten Aulin            |            |
| 1763–1790 | Sven Munthe             |            |
| 1790–1804 | Ebbe Bring              |            |
| 1804      | Frans Liljenroth        |            |
| 1805–1813 | Christian Schönbeck     |            |
| 1814–1862 | Anders Petter Gullander |            |
| 1864–1911 | Johan Axel Olin         |            |
| 1914–1950 | Albert Lysander         |            |
| 1950–1957 | Emil Nordström          |            |
| 1957–1978 | Herman Schlyter         |            |
| 1978–1983 | Bertil Ljunggren        |            |
| 1983–1994 | Ulf Söderlind           |            |
| 1994–1999 | Bengt Ingvarsson        |            |
| 2000–2008 | Ulf Widell              |            |

## Organister
Lista över organister.
| Verksam   |  | Namn                    | Levnadstid | Övrigt      |
| --------- |  | ----------------------- | ---------- | ----------- |
| 1589-1614 |  | Thomas Bergemann        |            |             |
| 1651-     |  | Conrad Volchemar        |            |             |
| 1658-1680 |  | Ernst Boye (Boyer)      |            |             |
| 1701-1702 |  | Iwar Boye (Boyer)       |            |             |
| 1709–1711 |  | Martin Petresch         | –1712      | [ 6 ] [ 7 ] |
| 1714-1727 |  | Olof Bang (Bång)        | –1750      |             |
| 1749      |  | Jacob Örngrehn          |            |             |
| 1755-1758 |  | Martin Ugarph           | 1708-1758  | Organist.   |
| 1758-1760 |  | Henrik Rudolf Braune    | 1711-1760  |             |
| 1760-1768 |  | Christian Fredrik Hardt | 1715-1768  |             |
| 1768-1798 |  | Petter Bergström        |            |             |
| -1808     |  | Petter Tengvall         | 1764-1829  |             |
| 1808-1811 |  | Hans Jacob Tengwall     | 1787-1863  |             |
| 1863–     |  | Johan August Rosén      | 1827–1910  | [ 8 ]       |
| 1899–1903 |  | Preben Nodermann        | 1867–1930  |             |
| 1902-1910 |  | Herman Asplöf           | 1881–1959  |             |
| 1911–1941 |  | Axel Boberg             | 1876–1946  |             |
| 1942–1969 |  | Carl Bengtsson          | 1903–1987  | [ 9 ]       |
| 1969-1991 |  | Carl Hervelius          | 1926-      |             |
| 1991-2010 |  | Olle Cervin             | 1943-      |             |
| 2010–2021 |  | Alexander Einarsson     | 1978–      | [ 10 ]      |
| 2011–     |  | Carl Adam Landström     | 1983–      | [ 11 ]      |
| 2015–2020 |  | Martin Arpåker          | 1990–      | [ 12 ]      |
|           |  |                         |            |             |

## Kyrkor

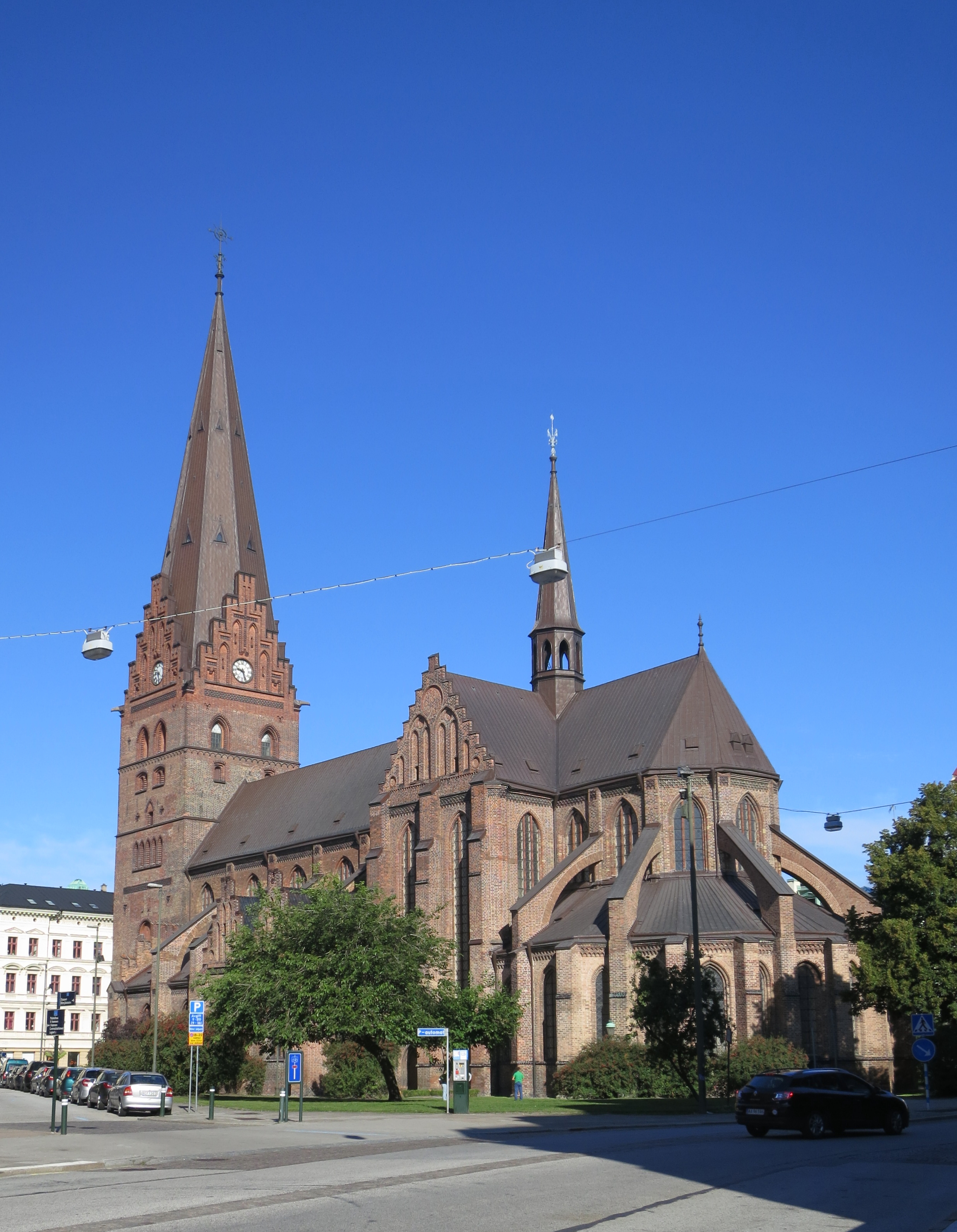
Sankt Petri kyrka
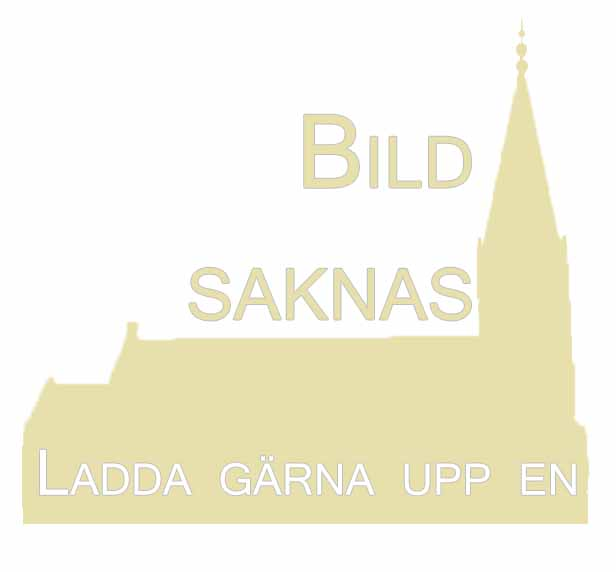
Sankt Nicolai kapell på Sjömansgården
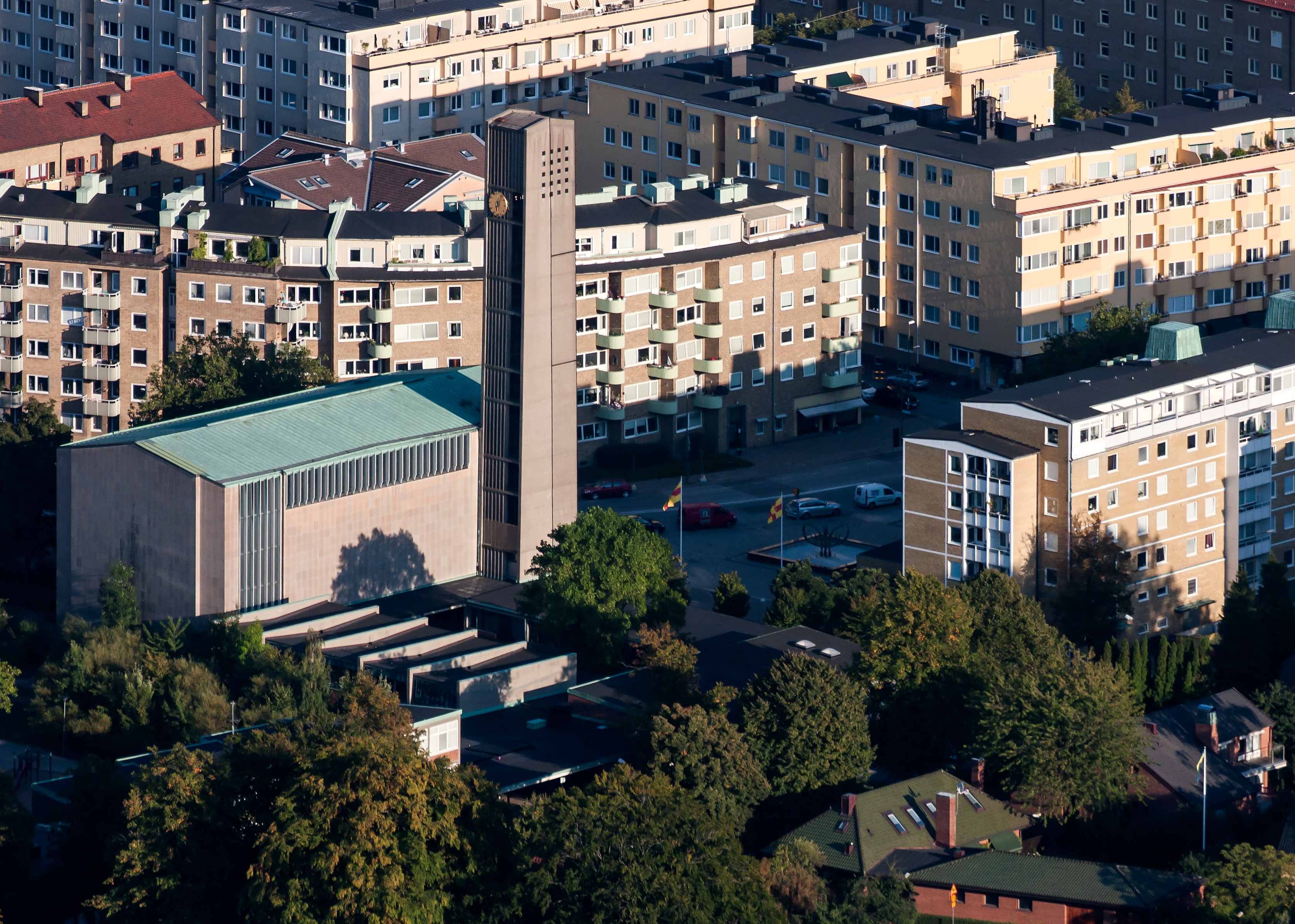
Sankt Andreas kyrka
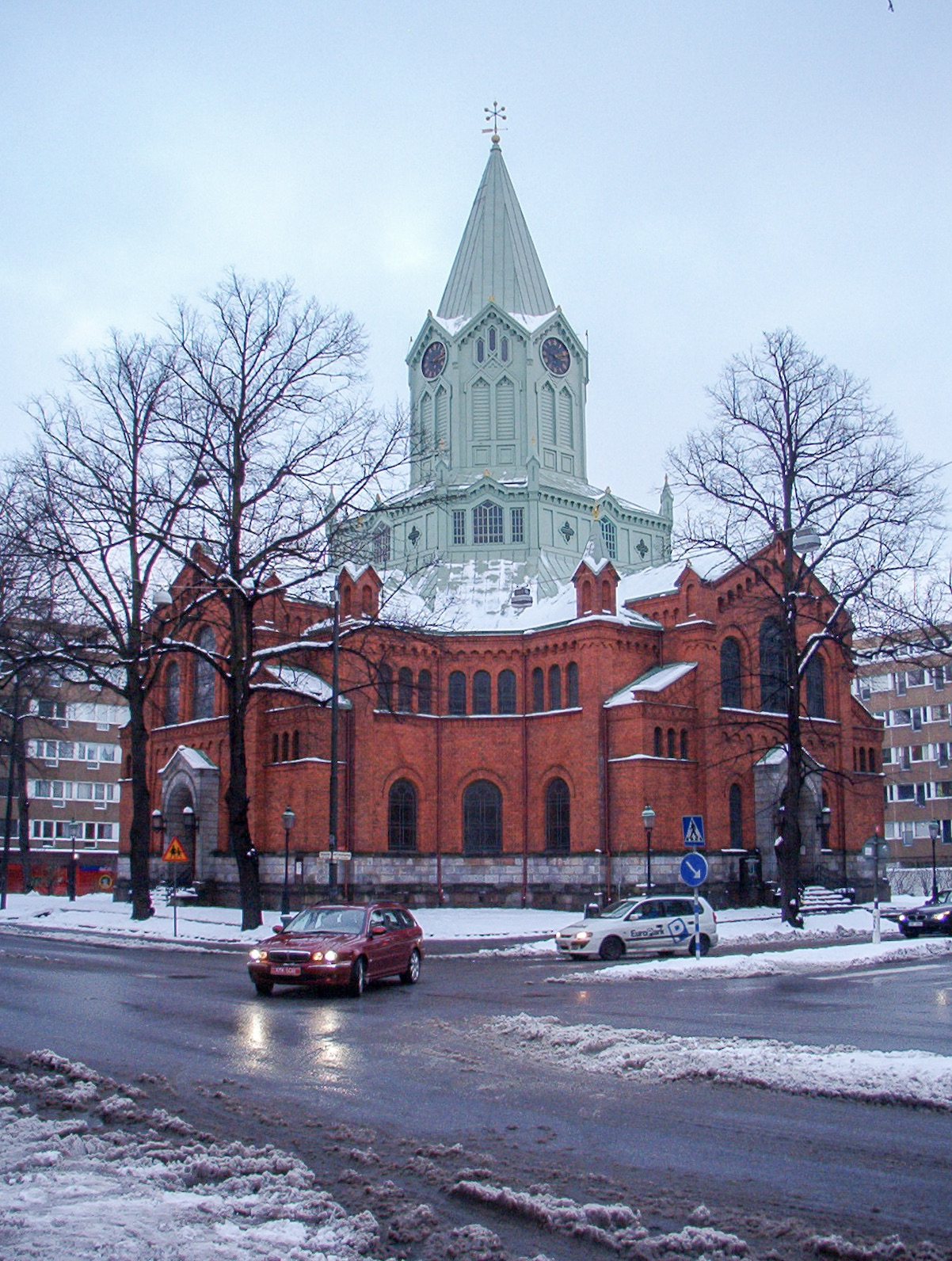
Caroli kyrka, avsakraliserad 2010
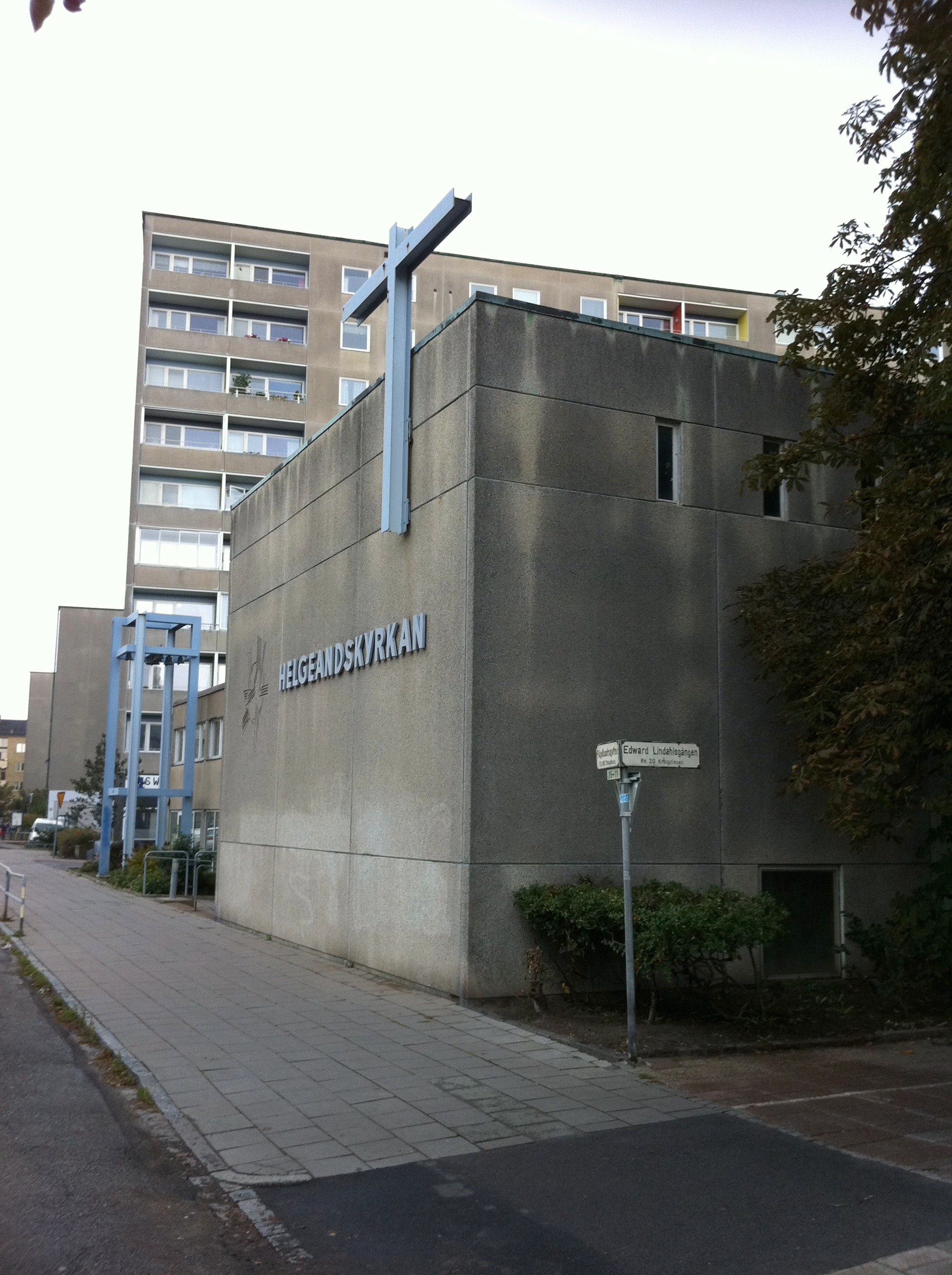
Helgeandskyrkan, avsakraliserad 2013